# Cocaïne du Val
Cocaïne du Val (née le 9 mai 2012 à Étienville) est une jument de robe grise inscrite au stud-book du Selle français, qui a la particularité d'avoir été entraînée au saut d'obstacles sans usage d'artifices par son cavalier Grégory Cottard. 
Elle remporte l'édition 2023 du Jumping international de Bordeaux.

## Histoire
Cocaïne du Val naît le 9 mai 2012 à Étienville dans la Manche, en Normandie (France), à l'élevage d'Alain de Folleville,. 
L'élevage du Val fait naître environ un ou deux poulains par an, et rarement trois. Le nom « Cocaïne » est choisi par l'éleveur après « un déclic ». 
La jument est formée au saut d'obstacles par une jeune cavalière normande, May Huguenin, à partir de ses cinq ans et jusqu'à ses neuf ans,. 
En fin d'année 2020, elle est confiée au cavalier Grégory Cottard, qui recherche un second cheval en plus de sa jument Bibici,. D'après Cottard, la jument progresse continuellement durant la saison 2022. Elle ne porte pas de muserolle ni de martingale en concours, mais porte toujours des fers, en raison de la difficulté à passer une jument d'âge en pieds nus

## Description
Cocaïne du Val est une jument de robe grise, inscrite au stud-book du Selle français. Elle mesure 1,67 m.
Cottard lui décrit beaucoup d'énergie, un bon mental et le respect des barres.

## Palmarès
Cocaïne du Val et Cottard décrochent la seconde place du parcours à 1,45 m de Leipzig en janvier 2023.
La jument se fait connaître en décrochant la première place du Grand Prix au Jumping international de Bordeaux, le 5 février 2023,, en signant le seul double parcours sans fautes,, et malgré une position d'ouvreuse considérée comme handicapante. 
En septembre 2023, la jument décroche à nouveau une première place, avec Cottard, au Grand Prix d'Ascona,,.
Elle atteint un indice de saut d'obstacles (ISO) de 162 en 2021.

## Origines
Cocaine du Val est une fille de l'étalon Selle français Mylord Carthago, et de la jument Mission, par Si tu viens. Elle compte 39 % d'ancêtres Pur-sang. Son ancêtre majeur est l'étalon Ibrahim.

## Descendance
Cocaïne du Val a été inséminée deux fois, une fois en 2021 par Comme Il Faut et une autre en 2022 par Casall ; cependant, aucune naissance de poulain n'est enregistrée.